# Weeping Wall
Weeping Wall är ett stup i Kanada.   Det ligger i provinsen Alberta, i den centrala delen av landet, 3 100 km väster om huvudstaden Ottawa. Weeping Wall ligger 1 884 meter över havet.
Terrängen runt Weeping Wall är bergig österut, men västerut är den kuperad. Weeping Wall ligger nere i en dal. Trakten runt Weeping Wall är nära nog obefolkad, med mindre än två invånare per kvadratkilometer.. Det finns inga samhällen i närheten.
Trakten runt Weeping Wall består i huvudsak av gräsmarker.